# Jamga.J, Aland
Jamga.J là một làng thuộc tehsil Aland, huyện Gulbarga, bang Karnataka, Ấn Độ.